# Café de Los Dos Molinos

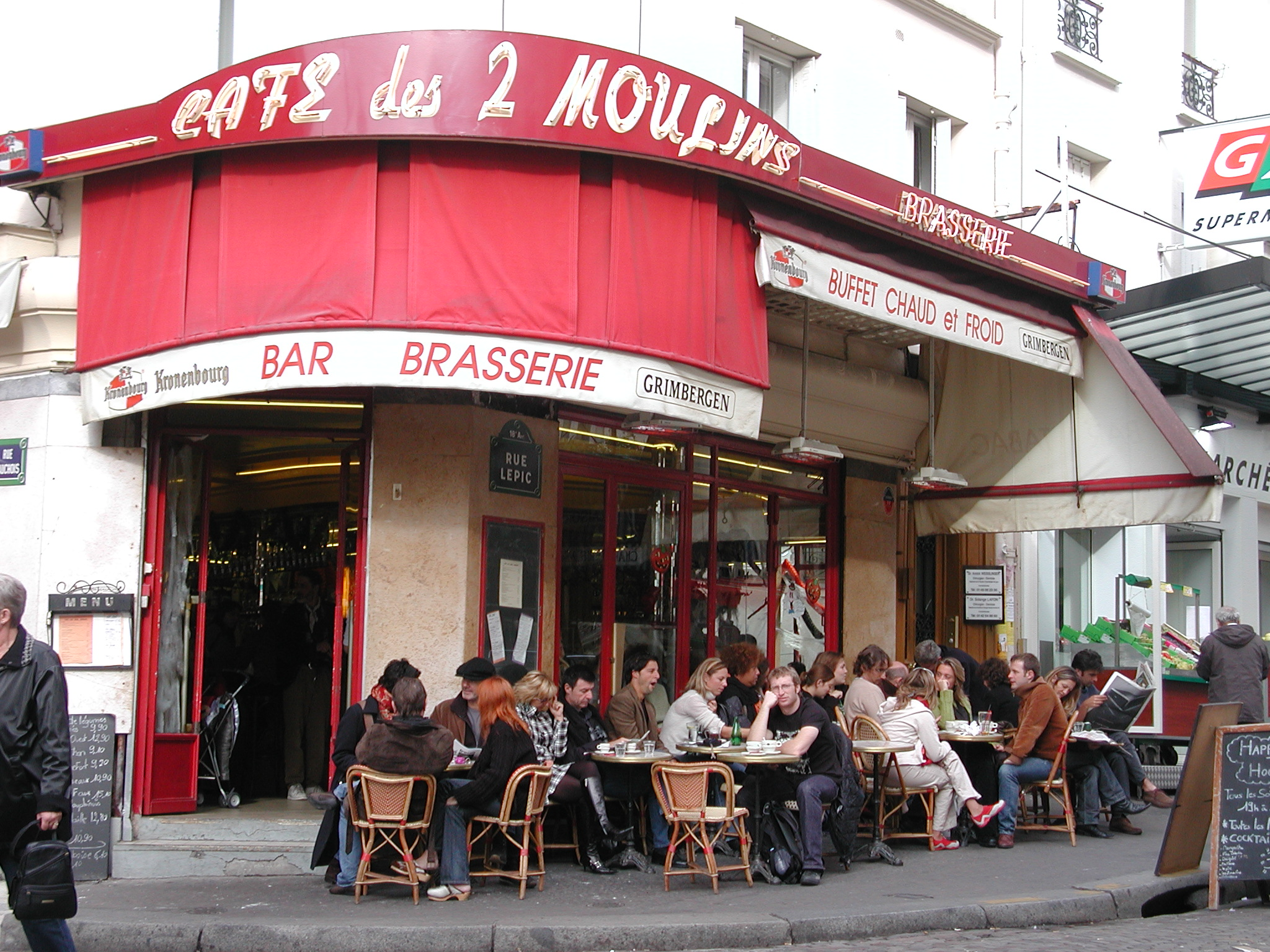
Fachada y terraza del Café de Los Dos Molinos.

El Café de los dos Molinos (Café des 2 Moulins en francés) es un café-brasserie de París. 
Adquirió popularidad en 2001, a raíz de la película Amélie,  de Jean-Pierre Jeunet, en la que aparecía como el lugar donde trabajaba como camarera, Audrey Tautou, protagonista del film.

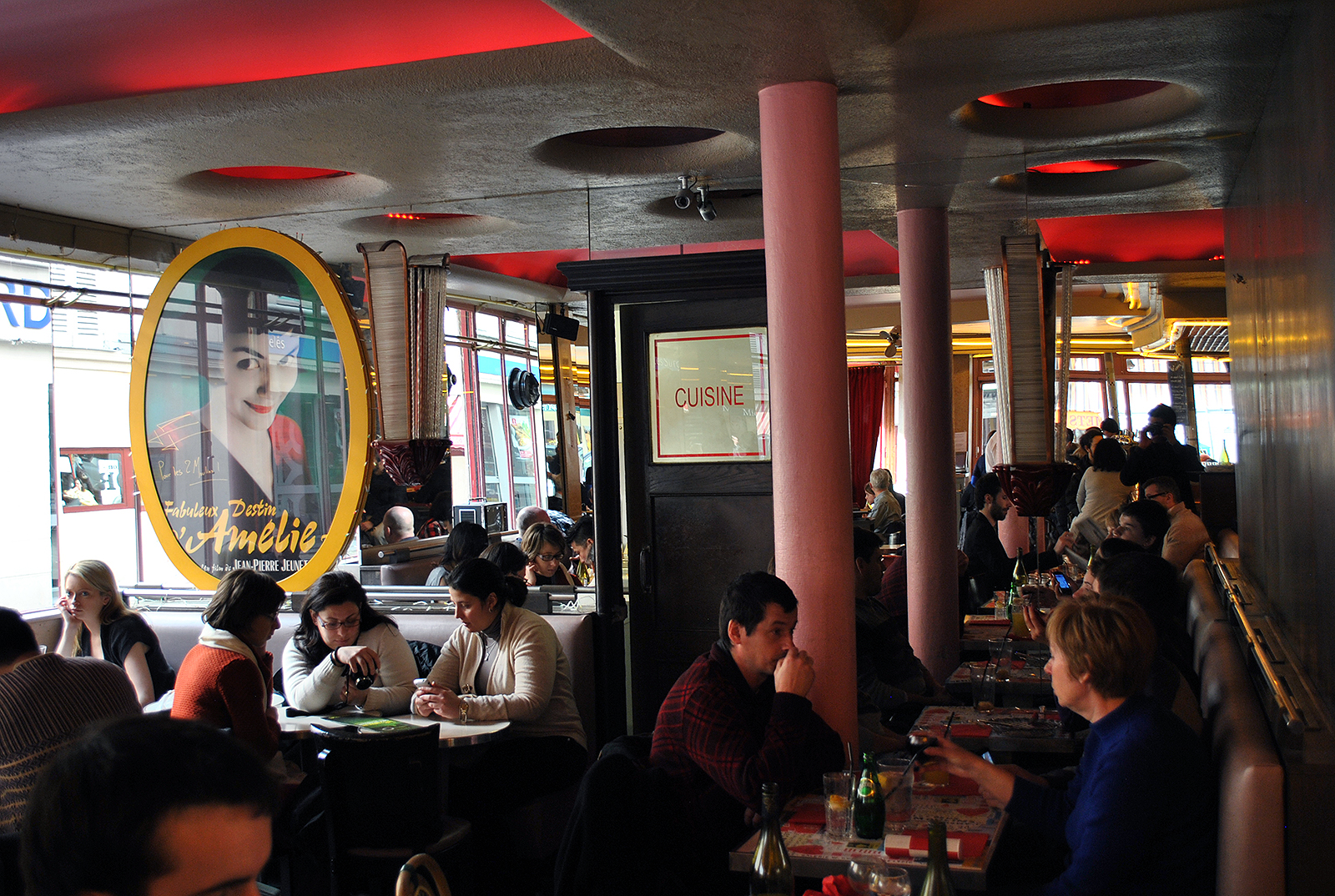
Interior del café.

Está ubicado en Montmartre, en el número 15 de la rue Lepic, en la esquina con la rue Cauchois, en el XVIII Distrito de París (metro Blanche, Línea 2). Su nombre hace referencia al Moulin Rouge y al Moulin de la Galette, ambos próximos. Tras el éxito de la película, se convirtió en una atracción turística y dentro del café se colocó un póster enmarcado de la película. 
Fue inscrito en el Registro de Empresas en 1964. Según Marc Fougedoire, el actual propietario, el establecimiento abrió sus puertas a principios del siglo XX pero tomó su nombre actual en los años 1950. Anteriormente ya había servido como lugar para filmar otras dos películas antes de Amélie. 
Muy cerca del café, hay otra escenario de la película: el supermercado del señor Collignon, que se encuentra en la rue des Trois Frères. Poco después del lanzamiento del film, el estanco (regentado por la actriz Isabelle Nanty interpretando a Georgette) se cerró debido al cambio de propiedad.